# 大力罗摩
大力羅摩，亦稱大力拉瑪、持犁（Haladhara）、大力天（Baladeva）、大力贤（Balabhadra）、Halayudha，是印度教神话中黑天的异母兄长，多次同黑天历险。他是毗湿奴派及其他等派以大力罗摩为毗湿奴的十个化身之一，另说大力罗摩是大蛇塞舍的人形化身。其最初可能起源于吠陀时代的司农事之神。在耆那教中其名為大力天（बलदेव）。他常被描绘成一个拿着水杯、大水罐、盾牌和刀的形象。

## 图库

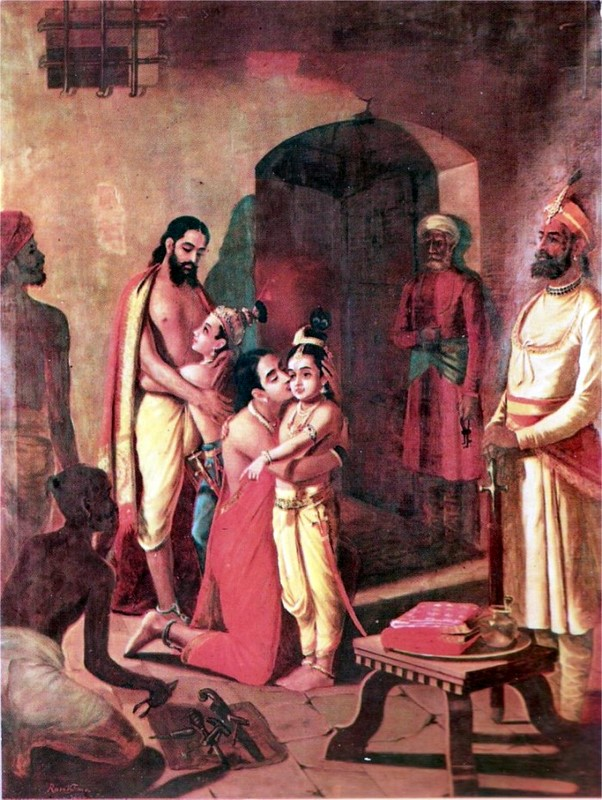
黑天和大力羅摩見到他們的父母。拉贾·拉维·瓦尔玛画作。
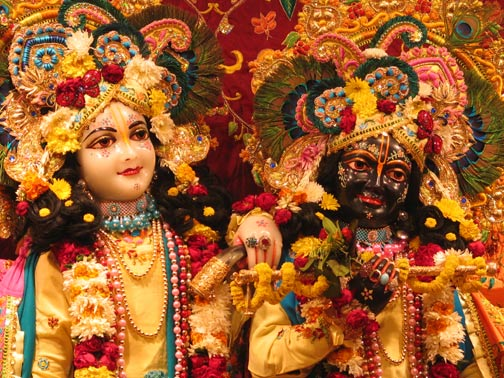
沃林达文庙中的黑天和大力罗摩神像
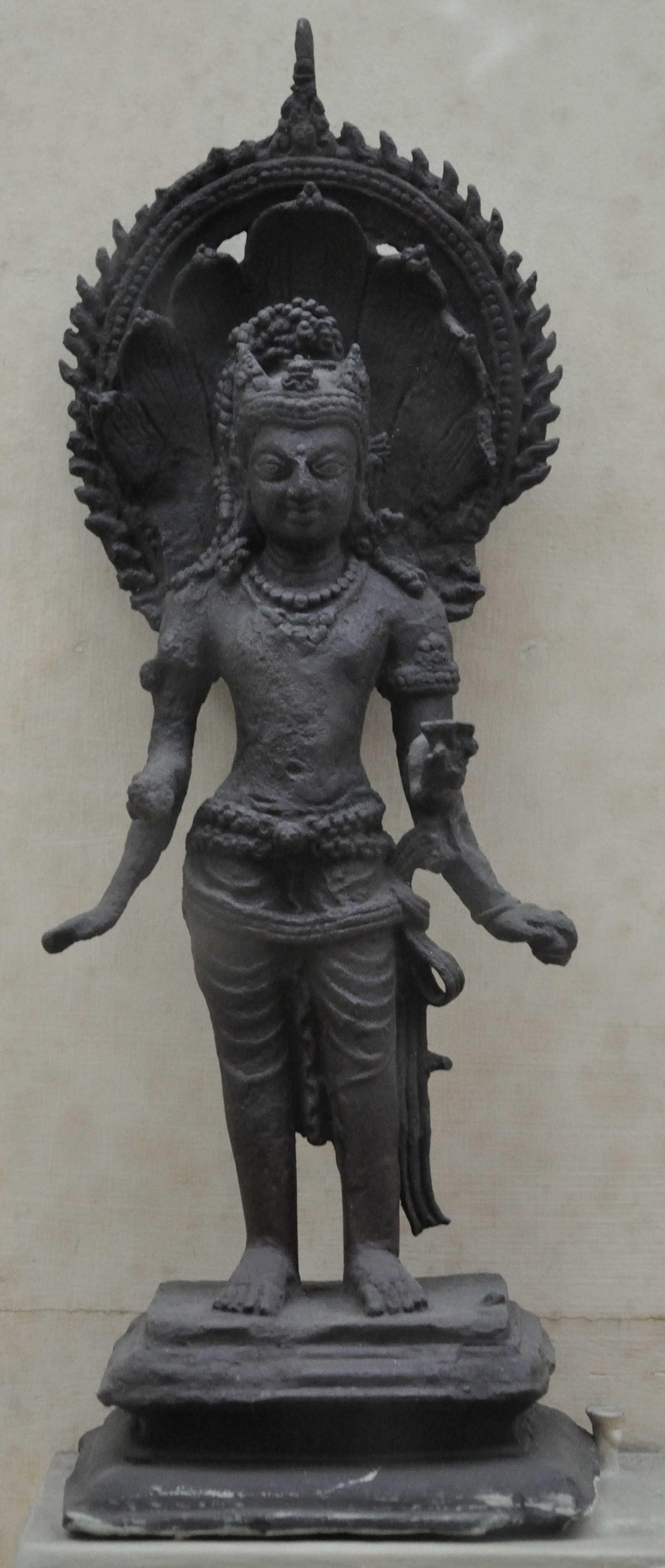
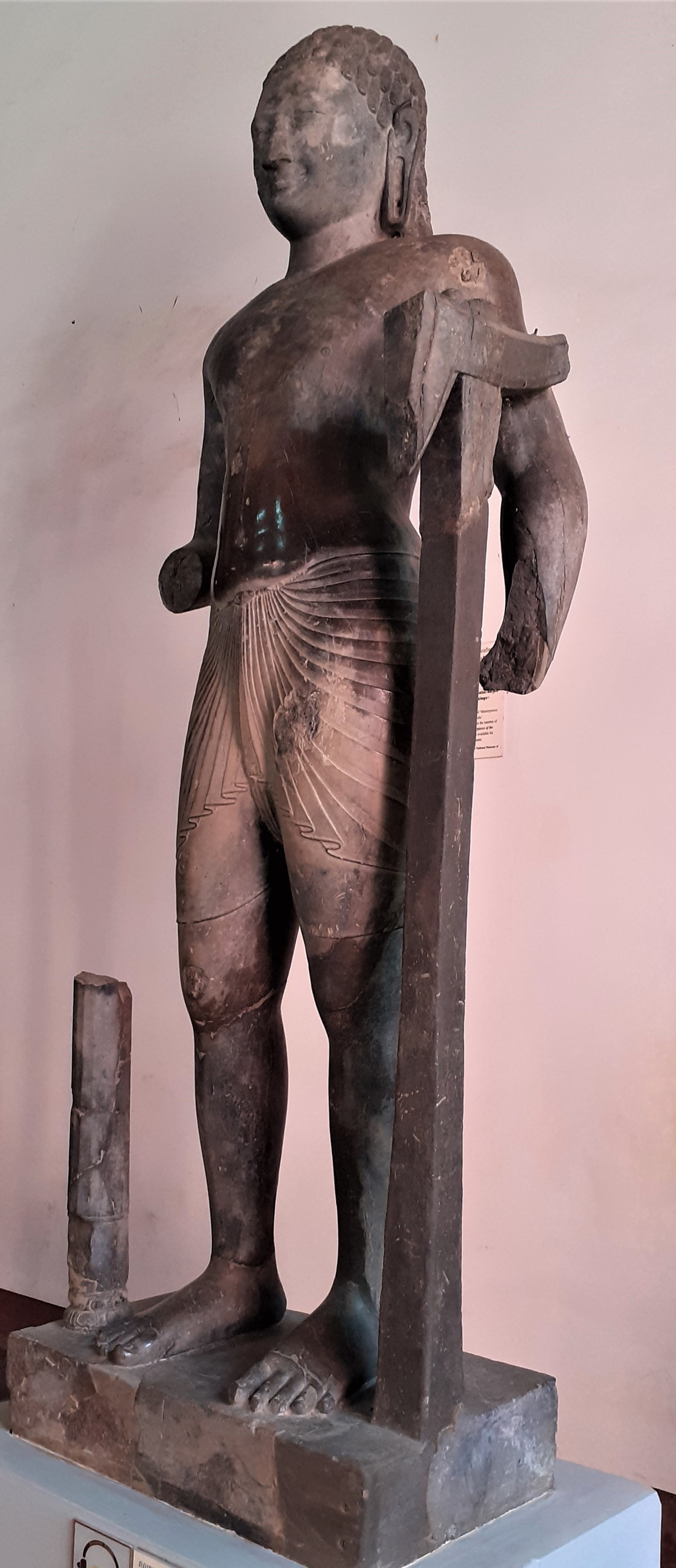
柬埔寨的大力罗摩雕像
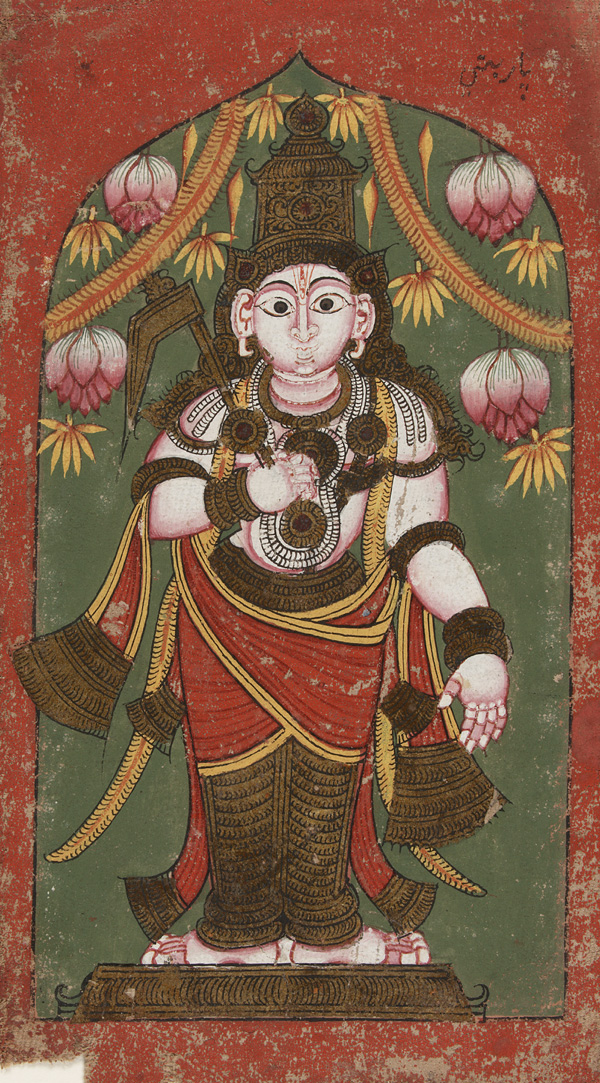